# Arturo Ripstein
Pour les articles homonymes, voir Ripstein.
Arturo Ripstein, né le 13 décembre 1943 à Mexico, est un acteur, réalisateur, scénariste et producteur de cinéma mexicain. Il est réputé pour son cinéma sombre, lent, cruel et désespéré.

## Biographie
Le jeune Arturo naît dans une famille juive d'origine polonaise installée au Mexique. Fils du producteur Alfredo Ripstein, il s'initie très jeune aux arts cinématographiques. À l'âge de quinze ans, il découvre le film Nazarin (1958) de Luis Buñuel, dont il devient par la suite le disciple. En 1962, il est réalisateur assistant sur le tournage de L'Ange exterminateur.
Ripstein réalise son premier long métrage à l'âge de vingt-et-un ans : Tiempo de morir (1965) est une adaptation en western du script intitulé El Charro de Gabriel García Márquez, dont son père Alfredo a acheté les droits.
Son épouse Paz Alicia Garciadiego l'aide régulièrement pour les scripts de ses films. Son fils Gabriel est également cinéaste.

## Filmographie
Sauf indication contraire, les informations mentionnées dans cette section peuvent être confirmées par la base de données cinématographiques IMDb,  présente dans la section « Liens externes ».

### Comme réalisateur

#### Longs-métrages

##### Fictions
- 1966 : Tiempo de morir
- 1967 : Juego peligroso
- 1969 : La hora de los niños
- 1969 : Los recuerdos del porvenir
- 1973 : Le Château de la pureté (El castillo de la pureza)
- 1974 : L'Inquisition (El santo oficio)
- 1976 : Foxtrot
- 1977 : La viuda negra (es)
- 1978 : Ce lieu sans limites (El lugar sin límites)
- 1979 : La tía Alejandra (es)
- 1979 : Cadena perpetua
- 1979 : La ilegal
- 1980 : La seducción (es)
- 1981 : Rastro de muerte
- 1986 : El otro
- 1986 : L'Empire de la fortune (es) (El imperio de la fortuna)
- 1987 : Mensonges pieux (Mentiras piadosas)
- 1991 : La Femme du port (it) (La mujer del puerto) d'après Le Port de Guy de Maupassant
- 1993 : Principio y fin
- 1994 : La Reine de la nuit (La reina de la noche)
- 1996 : Carmin profond (Profundo carmesí)
- 1998 : Divine, l'évangile des merveilles (El evangelio de las maravillas)
- 1999 : Pas de lettre pour le colonel (El coronel no tiene quien le escriba)
- 2000 : C'est la vie (Así es la vida)
- 2000 : La perdición de los hombres
- 2002 : La Vierge de la luxure (es) (La virgen de la lujuria)
- 2006 : El carnaval de Sodoma
- 2011 : Las razones del corazón (es)
- 2015 : La calle de la amargura (es)
- 2019 : El diablo entre las piernas (es)

##### Documentaires
- 1971 : El Náufrago de la Calle Providencia
- 1974 : Los Otros niños
- 1977 : Lecumberri
- 2001 : Juan Soriano (Fecit dixit)
- 2005 : Los Héroes y el tiempo

#### Courts-métrages

##### Fictions
- 1970 : La Belleza
- 1970 : Exorcismos
- 1970 : Crimen
- 1970 : Autobiografia
- 1984 : Quitele el usted y tratamos
- 1984 : De todo como en botica
- 2004 : Mi gran noche (réalisé sous le nom d'Arturo Ribstein)

##### Documentaires
- 1974 : Nación en marcha no. 3
- 1975 : Tres preguntas a Chavez
- 1975 : Tiempo de correr
- 1975 : Matématicas
- 1975 : Español
- 1975 : Ciencias sociales
- 1975 : Ciencias naturales
- 1976 : El Borracho
- 1984 : Contra hechos no hay palabras

#### Télévision
- 1982 : Aprendamos juntos[1]
- 1985 : Mujer, casos de la vida real[1]
- 1989 : Dulce desafío[1]
- 1989 : Simplemente María[1]
- 1992 : Triángulo[1]
- 1996 : La Sonrisa del diablo[1]
- 2005 : Un Día en la vida de dos restaurantes

### Comme acteur
- 1965 : En este pueblo no hay ladrones d'Alberto Isaac
- 1977 : Cuartelazo d'Alberto Isaac
- 2016 : La reina de España de Fernando Trueba